# Adialytus balticus
Adialytus balticus är en stekelart som beskrevs av Jaroslav Stary 1979. Adialytus balticus ingår i släktet Adialytus och familjen bracksteklar. Arten är reproducerande i Sverige. Inga underarter finns listade i Catalogue of Life.